# اگویلارس (تگزاس)
اگویلارس، تگزاس (به انگلیسی: Aguilares, Texas) یک منطقهٔ مسکونی در ایالات متحده آمریکا است که در تگزاس واقع شده‌است.

## خصوصیات
اگویلارس ۳۷ نفر جمعیت دارد و ۱۸۱٫۳۶ متر بالاتر از سطح دریا واقع شده‌است.